# Lemonia friedeli
Lemonia friedeli is een vlinder uit de familie van de herfstspinners (Brahmaeidae). De wetenschappelijke naam van de soort is voor het eerst geldig gepubliceerd in 1979 door Witt.